# Сары-Ой (Нарынская область)
Сары-Ой (кирг. Сары-Ой) — село в Нарынском районе Нарынской области Кыргызстана. Входит в состав Сары-Ойского айылного аймака.

## География
Село расположено в центральной части области, на левом берегу реки Нарын, на расстоянии приблизительно 54 километров (по прямой) к западу от города Нарын, административного центра области и района.

## Население
Согласно оценочным данным Национального статистического комитета Кыргызской Республики, численность населения села на начало 2023 года составляла 197 человек.
| год     | 2020 | 2021 | 2023 |
| ------- | ---- | ---- | ---- |
| человек | 224  | 224  | 197  |